# Inquit-Formel
Die Inquit-Formel (von lateinisch inquit, „er sagt“ bzw. „er sagte“) ist eine formelhafte Redeeinleitung. Wenn ein Erzähler die Rede von Figuren berichtet, markiert er diese in vielen Fällen mit einer Inquit-Formel. 
Inquit-Formeln bestehen im Allgemeinen aus einem Nomen oder Pronomen, das den Sprecher angibt („mein Vater“, „er“), und einem Verb des Sagens (verbum dicendi). Meist stehen sie in der dritten Person Einzahl, es gibt jedoch, etwa in der Ich-Erzählung, auch andere Formen. Die Verben können variieren (beispielsweise „er sagte“, „gab er zurück“, „versetzte er“) oder formelhaft wiederholt werden. Auch die Stellung unterliegt Variationsmöglichkeiten: sie können am Anfang oder am Ende der wiedergegebenen Figurenrede stehen, aber auch in der Mitte – in diesem Fall unterbrechen sie die Figurenrede.
Bei der direkten Rede ist die Inquit-Formel üblich, aber nicht obligatorisch; dasselbe gilt für die Anführungszeichen, die den Text der Figurenrede einschließen. Auch in der indirekten Rede ist eine Inquit-Formel üblich, kann aber wegfallen, wenn die Figurenrede im Konjunktiv steht; Anführungszeichen werden hier nicht benutzt. In der erlebten Rede und im inneren Monolog wird auf die Redeeinleitung durchweg verzichtet.

## Inquit-Formeln als Stilmittel
Zahlreiche Beispiele starr wiederholter Inquit-Formeln finden sich in Peter Weiss’ Roman Die Ästhetik des Widerstands. Ein Beispiel: „Wir werden einmal, sagte mein Vater, entdecken, daß es seit jeher eine Kunst im Untergrund gegeben hat, die das Leben der arbeitenden Menschen schilderte.“ Hier wird die direkte Rede des Vaters durch die mittig stehende Inquit-Formel sagte mein Vater unterbrochen. Die üblichen Anführungszeichen zur Markierung der Figurenrede lässt Weiss weg.
Ebenso in den Romanen von W. G. Sebald finden sich wiederholte Inquit-Formeln, etwa im Austerlitz, wobei die gerade sprechende Figur wiederum einen Gesprächspartner zitiert und eine Doppelung der Formel entsteht, z. B.: „… sagte mir (…), sagte Austerlitz“. Ebenso wie bei Weiss wird auf Anführungszeichen verzichtet.
Thomas Bernhards letzter Roman Auslöschung besteht aus einem über 600 Seiten umfassenden inneren Monolog. Dieser enthält wiederum eine große Zahl an Zitaten in direkter und indirekter Rede, die mit Inquit-Formeln markiert sind, etwa: „sagte ich zu Gambetti“. Sie stellen das wichtigste Stilmittel zur Gliederung des Texts dar.